# 大邱江北警察署
大邱江北警察署（テグカンブクけいさつしょ）は、大邱地方警察庁所管の警察署である。

## 管轄区域
- 北区のうち琴湖江より北側

## 沿革
- 2013年5月8日- 開署

## 組織
- 警務課
- 生活安全課
- 捜査課
- 刑事課
- 情報保安課
- 警備交通課

## 管轄地区隊
- 東川地区隊
- 江北地区隊

## 管轄派出所
- 無怠派出所

## 管轄治安センター
- 太田治安センター
- 梅川治安センター
- 東湖治安センター
- 漆谷治安センター